# تناژ
تناژ (به انگلیسی: Tonnage) یکای اندازه‌گیری گنجایش حمل بار برای کشتی است. این واژه از تغار شراب یا مالیات پرداختی برای بشکه و خمره مشتق گردیده است و بعدها به عنوان مرجع وزن محموله برای کشتی استفاده شده است. تناژ میزان بار کشتی است و نباید با جرم شناور اشتباه گرفته شود.
از یکاهای مشتق‌شده از تناژ می‌توان به تناژ بزرگ ، تناژ خالص و تناژ تامس اشاره نمود.